# キスキル＝リラ
キスキル＝リラ（Kiskil-lilla）は、リリートゥまたはアルダト・リリーとも呼ばれる、シュメール神話の女性の悪魔。アヌとニンフルサグの娘。神話によれば、キスキル＝リラは夜の嵐の神である。
彼女は美しく官能的な女性として描写されており、2匹の野生の猫の上に腰掛けて、足の代わりに猛禽類のような爪を持っている。
ギルガメシュによって滅ぼされた。